# Gliese 667

En stjärnkarta över konstellationen skorpionen som visar positionen av Gliese 667

Gliese 667 är ett trippelstjärnsystem i Skorpionen positionerat cirka 6.8 pc (23.6 ljusår) från Jorden. Alla tre stjärnor i systemet har en massa mindre än solen. Stjärnan Gliese 667 C, en röd dvarg och den minsta stjärnan i systemet, antas ha minst sju planeter i omloppsbana runt sig, av vilka minst tre antas kunna finna inom den cirkumstellära beboeliga zonen. Gliese 667 Cc, Gliese 667 Cf, Gliese 667 Cd samt Gliese 667 Ce. En till planet finns här, Gliese 667 Cb, vilket inte är i den cirkumstellära beboeliga zonen. 

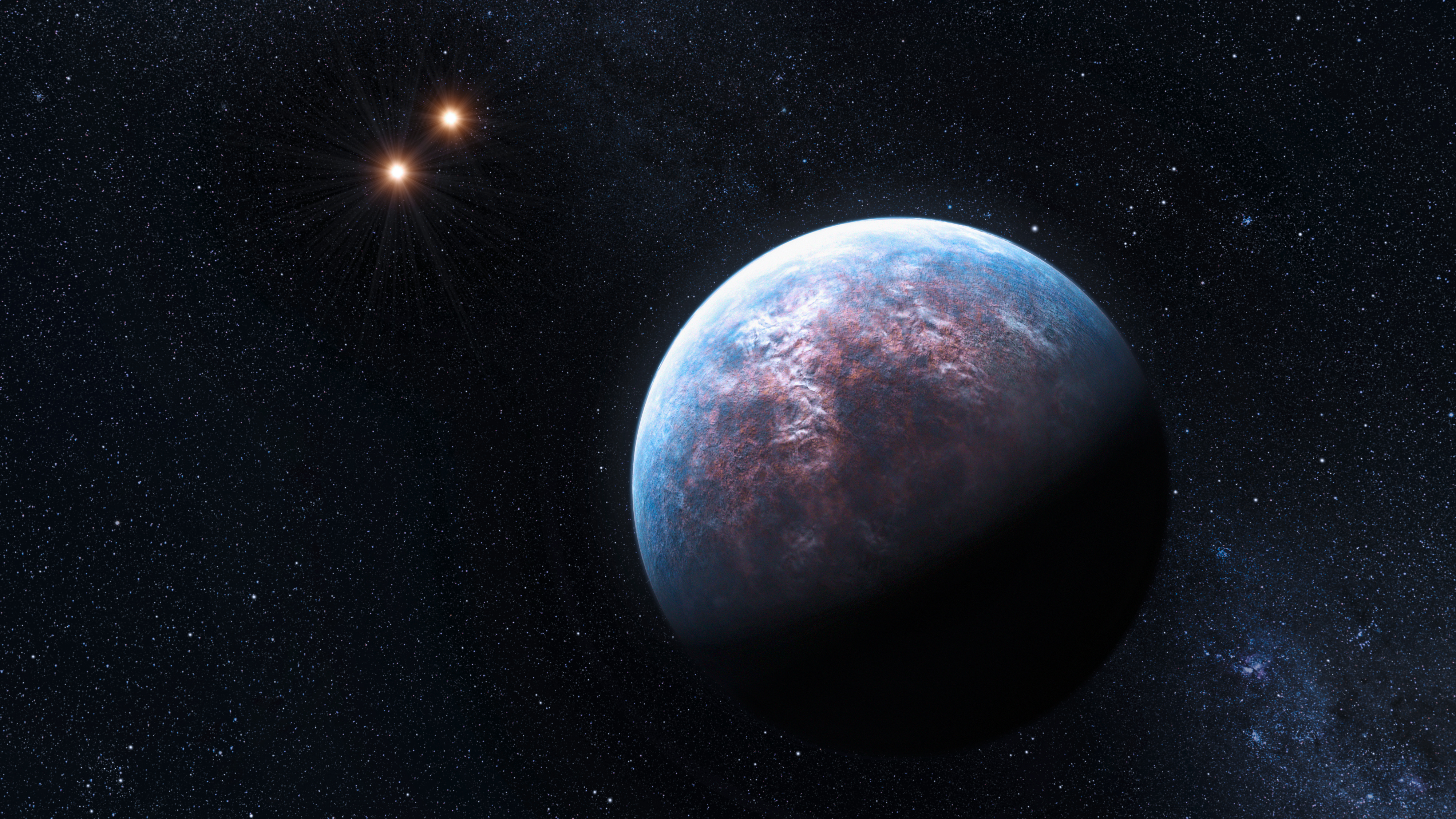
Gliese 667 Cb

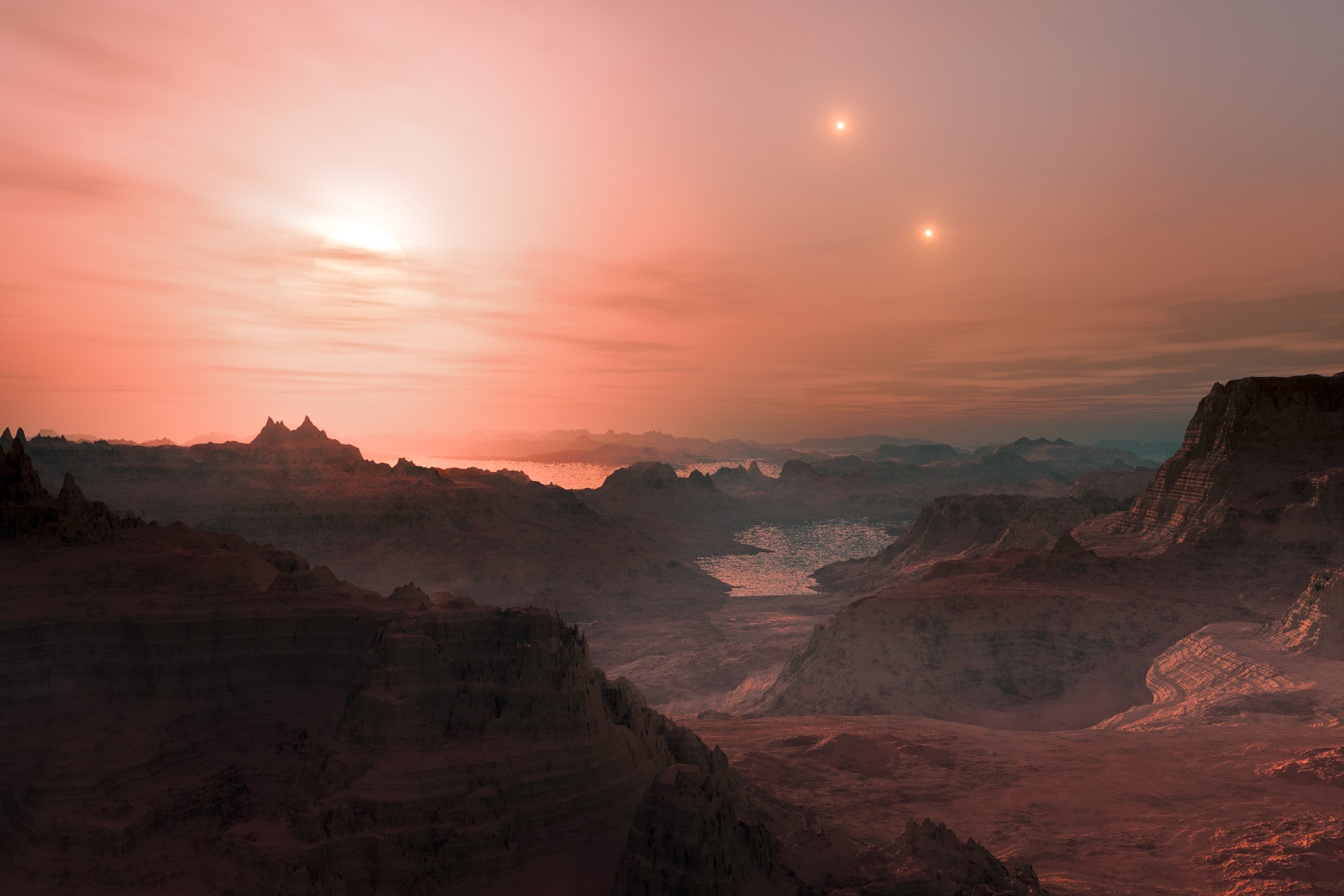
Gliese 667 Cc

### Fotnoter
1. ↑  Martin Mederyd Hårdh (26 juli 2015). ”Här är planeterna som är mest lika Jorden”. Svenska dagbladet. http://www.svd.se/har-ar-planeterna-som-ar-mest-lika-jorden. Läst 16 augusti 2015.